# Олександрівська волость (Аккерманський повіт)
Олександрівська волость — історична адміністративно-територіальна одиниця Аккерманського повіту Бессарабської губернії з центром у селі Олександрівка.
Станом на 1886 рік складалася з 9 поселень, 9 сільських громад. Населення — 7717 осіб (3977 чоловічої статі та 3740 — жіночої), 1301 дворових господарства.
|                     | Площа, десятин | У тому числі орної, дес. |
| ------------------- | -------------- | ------------------------ |
| Сільських громад    | 21770          | 8611                     |
| Приватної власності | 11750          | 3300                     |
| Казенної власності  | —              | —                        |
| Іншої власності     | 540            | 216                      |
| Загалом             | 34060          | 12137                    |

Поселення волості:
- Олександрівка — колишнє державне село; волосне правління; 1273 особи, 203 двори, православна церква, школа.
- Копчак — колишнє державне село, 635 осіб, 157 дворів, православна церква.
- Миколаївка — колишнє державне село, 705 осіб, 158 дворів, православна церква, школа, лавка.
- Новофармушика — колишнє державне село, 816 осіб, 120 дворів, православна церква, школа.
- Семенівка — колишнє державне село, 1282 особи, 199 дворів, православна церква, школа.
- Фештеліца — колишнє державне село, 1110 осіб, 174 двори, православна церква.
- Формушика-Веки — колишнє державне село, 764 особи, 164 двори, школа.